# Thawville (Illinois)
Thawville es una villa ubicada en el condado de Iroquois en el estado estadounidense de Illinois. En el Censo de 2010 tenía una población de 241 habitantes y una densidad poblacional de 283,69 personas por km².

## Geografía
Thawville se encuentra ubicada en las coordenadas 40°40′24″N 88°6′48″O / 40.67333, -88.11333. Según la Oficina del Censo de los Estados Unidos, Thawville tiene una superficie total de 0.85 km², de la cual 0.85 km² corresponden a tierra firme y (0%) 0 km² es agua.

## Demografía
Según el censo de 2010, había 241 personas residiendo en Thawville. La densidad de población era de 283,69 hab./km². De los 241 habitantes, Thawville estaba compuesto por el 94.61% blancos, el 0.41% eran afroamericanos, el 1.24% eran amerindios, el 0.41% eran asiáticos, el 0% eran isleños del Pacífico, el 0.83% eran de otras razas y el 2.49% pertenecían a dos o más razas. Del total de la población el 9.13% eran hispanos o latinos de cualquier raza.